# J. P. Morgan
John Pierpont »J. P.« Morgan, ameriški finančnik, bankir, človekoljub in zbiralec umetnin, * 17. april 1837, Hartford, Connecticut, Združene države Amerike, † 31. marec 1913, Rim, Italija. 
Morgan je bil vodilni korporativni finančnik svojega časa. Bil je na čelu nekaj najodmevnejših industrijskih združitev ob prelomu stoletja, kot npr. leta 1892 združitve družb Edison General Electric in Thomson-Houston Electric Company v General Electric in (po sofinanciranju ustanovitve Federal Steel Company) združitve Carnegie Steel Company in drugih večjih jeklarskih in železarskih družb (med njimi tudi Consolidated Steel and Wire Company v lasti Williama Edenborna) v United States Steel Corporation.
Morgan je bil tudi lastnik potniške prekooceanske ladje RMS Titanic iz razreda Olympic. 